# Priya Mohan
Priya Habbathannahalli Mohan (* 15. März 2003) ist eine indische Sprinterin, die sich auf den 400-Meter-Lauf spezialisiert.

## Sportliche Laufbahn
Erste internationale Erfahrungen sammelte Priya Mohan im Jahr 2019, als sie bei den Jugendasienmeisterschaften in Hongkong in 56,46 s den vierten Platz über 400 m belegte. Zudem gewann sie dort in 2:10,87 min die Silbermedaille mit der indischen Sprintstaffel (1000 m). Im Dezember gewann sie dann bei den Südasienspielen in Kathmandu in 54,31 s die Silbermedaille über 400 m hinter der Sri-Lankerin Dilshi Kumarasinghe und mit der 4-mal-400-Meter-Staffel gewann sie in 3:41,81 min die Bronzemedaille hinter den Teams aus Sri-Lanka und Pakistan. 2021 belegte sie bei den U20-Weltmeisterschaften in Doha nach 52,77 s Rang vier und wurde auch mit der 4-mal-400-Meter-Staffel in 3:40,45 min Vierte. Zudem gewann sie in der Mixed-Staffel in 3:20,60 min die Bronzemedaille. Im Jahr darauf schied sie bei den U20-Weltmeisterschaften in Cali mit 53,22 s im Halbfinale über 400 Meter aus und belegte mit der Frauenstaffel in 3:36,72 min den achten Platz. Zudem gewann sie in der Mixed-Staffel in 3:17,76 min die Silbermedaille und stellte damit einen neuen U20-Asienrekord auf.
2021 wurde Mohan indische Meisterin im 400-Meter-Lauf.

## Persönliche Bestleistungen
- 200 Meter: 23,85 s (+0,7 m/s), 6. April 2022 in Tenhipalam
- 400 Meter: 52,37 s, 23. März 2022 in Thiruvananthapuram